# Vrben
Vrben (makedonsky: Врбен, albánsky: Vërben) je vesnice v Severní Makedonii. Nachází se v opštině Mavrovo a Rostuša v Položském regionu. Leží v nadmořské výšce 1610 metrů a náleží do demografického regionu Gorna Reka v okolí města Debar. 
Podle statistiky Vasila Kančova z roku 1900 žilo ve vesnici Vrben 300 pravoslavných a 360 muslimských Albánců. Podle jugoslávského sčítání lidu v roce 1953 zde žilo 171 obyvatel, z čehož 145 bylo etnickými Makedonci a pouze 26 z nich byli Albánci. 
Podle posledního sčítání lidu v roce 2002 má vesnice 142 obyvatel, z nichž 135 jsou Makedonci a 7 Albánci. 